# Döhlen (Auma-Weidatal)
Döhlen ist ein Ortsteil der Landgemeinde Stadt Auma-Weidatal im Landkreis Greiz in Thüringen.

## Geografie
Döhlen und Göhren sind zwei eng nebeneinander liegende und auch verbundene Dörfchen. Sie liegen unweit der Weidatalsperre an der Nahtstelle zum Südostthüringer Schiefergebirge.

## Geschichte
Am 25. Juni 1230 fand die erste urkundliche Erwähnung für Döhlen statt. Der ältere Ort Döhlen liegt am Ufer der Weida. Er wurde damals Doeln genannt. Das slawische Wort Doljane bedeutet Talbewohner.
Am Weidaufer befinden sich ein alter Pfarrhof von 1712 und die Holzbrücke von 1799. Beide Bauten sind denkmalgeschützt. Eine der ältesten Mühlen an der Weida war die Döhlenmühle. Sie wurde 1260 erstmals urkundlich erwähnt und man stellte 1987 den Betrieb ein, weil der Müller verstarb und der Sohn den Betrieb nicht weiterführen durfte.
1749–51 wurde anstelle eines Vorgängers eine barocke Saalkirche errichtet.
Die Bauern des Dorfes waren auch der Entwicklung der Landwirtschaft in Ostdeutschland eingebunden und fanden nach der Wende neue Formen der Landbewirtschaftung.
Am 1. Dezember 2011 schlossen sich die Stadt Auma und die in der Nachbarschaft liegenden Orte zur Landgemeinde Auma-Weidatal zusammen.

## Sehenswürdigkeiten
- Pfarrhaus mit der zugehörigen daran anstoßenden überdachten historischen Holzbrücke „Pfarrbrücke“[4]